# Republik der Arbeiter
Republik der Arbeiter war eine zwischen dem 15. Januar 1850 und dem 21. Juli 1855 von Wilhelm Weitling in den USA herausgegebene, sozialistische Wochenzeitschrift. Sie trug den Namenszusatz „Centralblatt der Propaganda für Verbrüderung der Arbeiter“.

## Hintergrund

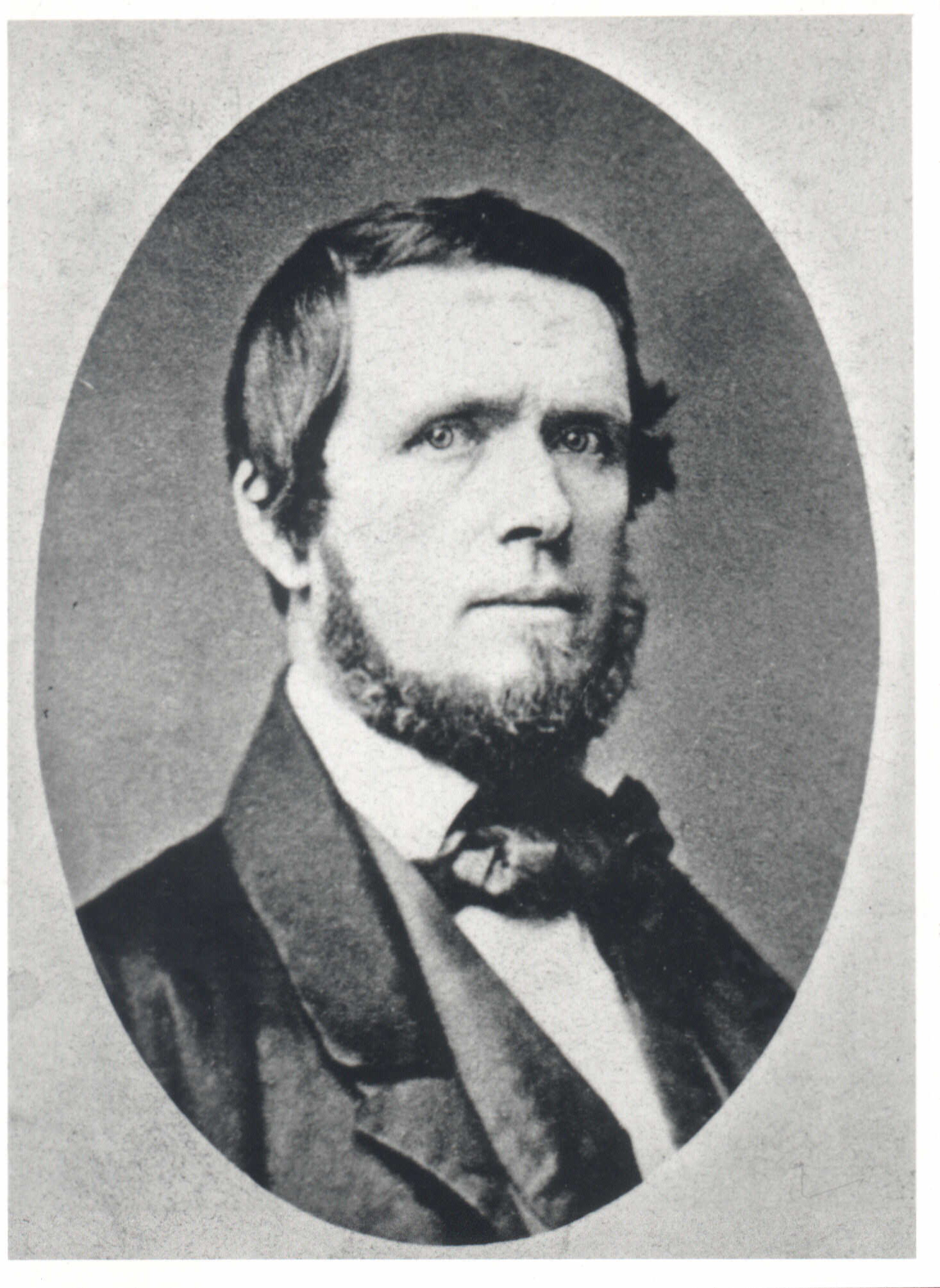
Wilhelm Weitling

Nach seinem Bruch mit Karl Marx im Jahre 1846 und dem Scheitern der Revolution der Jahre 1848/1849 ging der deutsche Sozialist Wilhelm Weitling ins Exil nach New York. Hier baute er schnell Verbindungen zu anderen deutschen Emigranten, insbesondere zu Arbeitern, auf und versuchte seine in Deutschland gescheiterten Vorstellungen in den USA zu realisieren. Hierfür gründete Weitling im Jahre 1850 die sozialistische Wochenzeitschrift Republik der Arbeiter - Centralblatt der Propaganda für Verbrüderung der Arbeiter, mit der er versuchte, „verschiedene Kooperativprojekte“ zu organisieren, „um die Selbstbestimmung von Arbeitern wie Handwerkern zu verwirklichen und sich des Konkurrenzkampfes mit anderen Billiganbietern zu erwehren“. Weitling veröffentlichte hier verschiedene Aufsätze und Essays über grundlegende frühsozialistische Fragestellungen und warb für die Errichtung einer kommunistischen Gesellschaft beziehungsweise kommunistischer Gemeinschaften, wie der 1851 in Iowa gegründeten Kolonie „Communia“. In mehreren Artikeln bezog sich Weitling zustimmend auf Marx und veröffentlichte längere Auszüge aus dem „Kommunistischen Manifest“.
Nachdem Weitlings Ansehen bei der deutschen Arbeitergemeinde in den Vereinigten Staaten immer weiter sank, stellte er im Jahre 1855 alle politischen Aktivitäten, darunter auch die Herausgabe der „Republik der Arbeiter“ ein.

## Reprint
- Die Republik der Arbeiter. Wochenblatt. Centralblatt für Propaganda für die Verbrüderung der Arbeiter. Hrsg. und redigiert von Wilhelm Weitling. Jg. 1-6. New York 1850–1855. Mit neu erstellten Inhaltsverzeichnissen und einer ausführlichen Einleitung von Gian Mario Bravo: Die Republik der Arbeiter und die Polemiken gegen Marx (1850-1855). Topos-Verlag, Vaduz 1979